# Église Saint-Pierre-Saint-Paul de Rimaucourt
Pour les articles homonymes, voir Église Saint-Pierre-et-Saint-Paul.
L'église Saint-Pierre-Saint-Paul est une église catholique située à Rimaucourt, en France.

## Localisation
L'église est située dans le département français de la Haute-Marne, sur la commune de Rimaucourt.

## Historique
L'édifice est inscrit au titre des monuments historiques en 1990.

## Galerie d'images

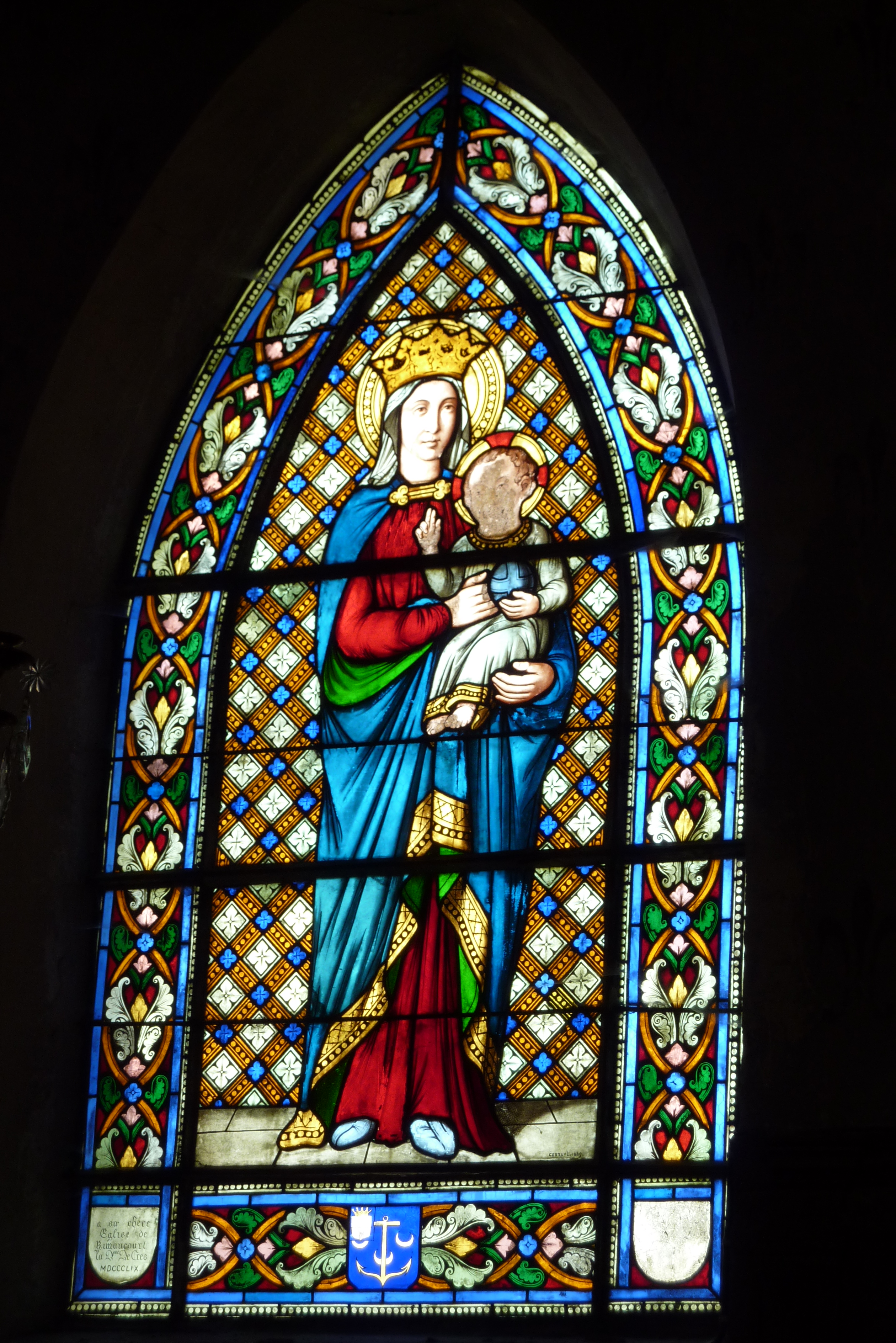
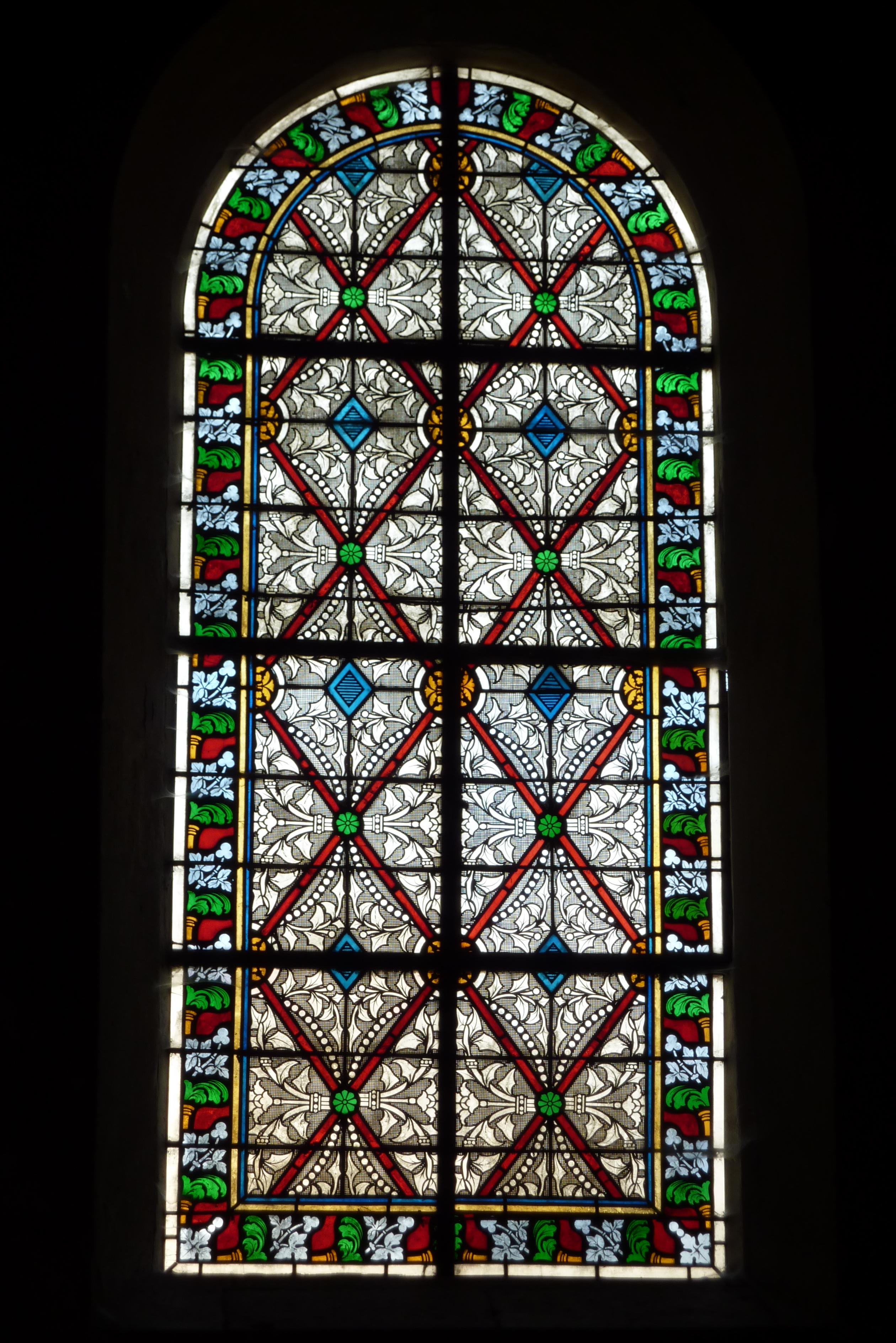
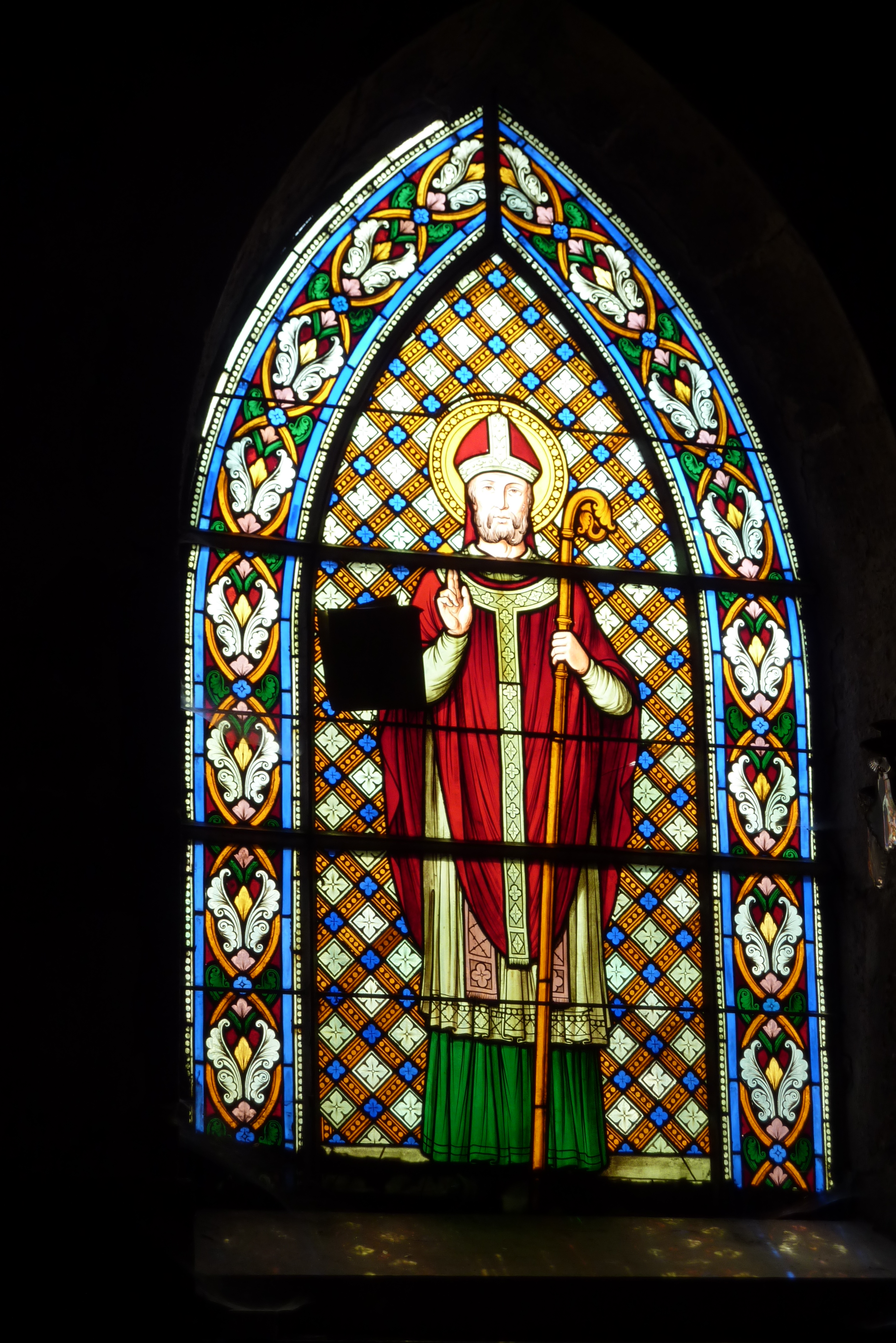

Les vitraux de l'église.